# Кожа (деревня)
Кожа — деревня в Советском районе Кировской области в составе Зашижемского сельского поселения. 

## География
Находится на левобережной части района на расстоянии примерно 19 километров по прямой на север от Кировского моста через реку Вятка у районного центра города Советск.

## История
Известна с 1727 года как починок Кожинский с 3 дворами и населением 83 души мужского пола, в 1764 году учтено 178 жителей. В 1873 году здесь было учтено дворов 35 и жителей 286, в 1905 43 и 274, в 1926 92 и 396, в 1950 38 и 133, в 1989 году проживало 375 жителей.

## Население
Постоянное население составляло 243 человека (русские 98%) в 2002 году, 170 в 2010.